# Роуздейл (Меріленд)
Роуздейл (англ. Rosedale) — переписна місцевість (CDP) в США, в окрузі Балтимор штату Меріленд. Населення — 19 961 особа (2020).

## Географія
Роуздейл розташований за координатами 39°19′38″ пн. ш. 76°30′30″ зх. д. / 39.32722° пн. ш. 76.50833° зх. д. (39.327159, -76.508377).  За даними Бюро перепису населення США в 2010 році переписна місцевість мала площу 18,50 км², з яких 17,86 км² — суходіл та 0,64 км² — водойми.

## Демографія
Згідно з переписом 2010 року, у переписній місцевості мешкало 19 257 осіб у 7128 домогосподарствах у складі 5047 родин. Густота населення становила 1041 особа/км².  Було 7606 помешкань (411/км²).
Расовий склад населення:
| - 59,0 % — білих - 33,0 % — чорних або афроамериканців - 3,0 % — азіатів - 0,5 % — корінних американців - 0,1 % — вихідців з тихоокеанських островів - 2,5 % — осіб інших рас |

До двох чи більше рас належало 2,0 %. Частка іспаномовних становила 5,0 % від усіх жителів.
За віковим діапазоном населення розподілялося таким чином: 22,3 % — особи молодші 18 років, 62,6 % — особи у віці 18—64 років, 15,1 % — особи у віці 65 років та старші. Медіана віку мешканця становила 40,0 року. На 100 осіб жіночої статі у переписній місцевості припадало 91,1 чоловіків;  на 100 жінок у віці від 18 років та старших — 88,6 чоловіків також старших 18 років.
Середній дохід на одне домашнє господарство  становив 67 787 доларів США (медіана — 55 042), а середній дохід на одну сім'ю — 76 286 доларів (медіана — 64 517). Медіана доходів становила 50 097 доларів для чоловіків та 41 570 доларів для жінок. За межею бідності перебувало 12,3 % осіб, у тому числі 16,6 % дітей у віці до 18 років та 7,5 % осіб у віці 65 років та старших.
Цивільне працевлаштоване населення становило 8949 осіб. Основні галузі зайнятості: освіта, охорона здоров'я та соціальна допомога — 25,7 %, роздрібна торгівля — 11,6 %, мистецтво, розваги та відпочинок — 10,3 %, публічна адміністрація — 9,5 %.